# Буэ, Жеори
Жеори Буэ (фр. Géori Boué; 16 октября 1918, Тулуза — 5 января 2017, Ла Гарен-Коломб) — французская оперная певица, сопрано. Театральная карьера Буэ связана в основном с французским оперным репертуаром.

## Биография
Училась в консерватории Тулузы, где изучала вокал, игру на фортепиано и арфе. В возрасте шестнадцати лет победила в вокальном конкурсе и в 1934 году дебютировала в небольших ролях, таких как Урбен в «Гугенотах» Мейербера, Зибель в «Фаусте» Гуно, Стефано в «Ромео и Джульетте» Гуно. Вскоре последовали и более крупные роли: заглавная партия в опере «Мирей» Гуно и Микаэла в «Кармен» Бизе.
Парижский дебют певицы состоялся в Опера-Комик в 1939 году в роли Мими в «Богеме» Пуччини: Буэ пела в юбилейном тысячном представлении оперы в зале Фавара 3 мая 1951 года. Пела Лакме (Делиб, «Лакме»), на двухтысячном представлении 18 января 1952 года исполнила партию Манон (Массне, «Манон»). Участвовала в первой постановке в Опера-Комик оперетты Ана «Сибулетта». На сцене Парижской национальной оперы впервые выступила в 1942 году в роли Маргариты в «Фаусте», затем пела Джульетту («Ромео и Джульетта»), Таис и Саломею («Таис» и «Иродиада» Жюля Массне), Луизу (Шарпантье, «Луиза»), Джильду, Виолетту и Дездемону («Риголетто», «Травиата» и «Отелло» Верди), Тоску и Чио-Чио-сан («Тоска» и «Мадам Баттерфляй» Пуччини), Татьяну (Чайковский, «Евгений Онегин»), другие ведущие партии. Блистала в роли Мирей. Пела и в классической оперетте («Прекрасная Елена» Оффенбаха, «Весёлая вдова» Легара), и в современных операх («Le fou» и «Les Adieux» Ландовски, «Колумб» Дамаза).
Международная сценическая карьера Буэ началась в Лисео в Барселоне. В Ла Скала певица исполнила роль Мелизанды (Дебюсси, «Пеллеас и Мелизанда») под руководством де Сабата в 1949 году. Выступала в Мехико, Рио-де-Жанейро, Чикаго. В Большом театре в Москве в 1956 году пела Татьяну. Буэ не любила путешествовать и предпочитала быть со своей семьей, поэтому значительной интернациональной карьеры певица не сделала.
Исполнила заглавную роль в художественном фильме Саша Гитри «Малибран». В этой работе ей помогло умение аккомпанировать себе на рояле.
Критики отмечали среди достоинств певицы «яркий тембр, восхитительную дикцию, вдумчивый подход к интерпретации и впечатляющее артистическое дарование». Жеори Буэ умерла в январе 2017 года в возрасте 98 лет.
Буэ оставила сцену в 1970 году, занималась преподаванием.
Была замужем за французским баритоном Рожером Бурденом, имела двух дочерей. Её дочь Франсуаза Бурден — известная писательница.

## Записи
- Гуно, «Фауст» — Бурден, Норе, Буэ, Рико; дир. Т. Бичем (Королевский филармонический оркестр и хор, 1947—1948)
- Оффенбах, «Сказки Гофмана» — Жобен, Дориа, Бови, Буэ, Форе, Перне, Бурден; дир. А. Клюитанс (Опера-Комик, 1948)
- Гуно, «Мэтр Пьер» — Буэ, Кошар, Клезио, Ру; дир. М. д’Олонн (1951)
- Массне, «Таис» — Буэ, Бурден, Жиродо, Ру, Монмар, Рикье; дир. Ж. Себастьен (Парижская национальная опера, 1952)
- Ан, «Сибулетта» — Буэ, Бурден, Амель, Моран, Монмар, Рикье; дир. Ж. Грессье (Хор и оркестр Радио-лирик, 1958)
- Леонкавалло, «Паяцы» — Понсет, Буэ, Легро, Джанотти, Гюи; дир. Х. Этчеверри
- Равель, «Испанский час» — Планель, Буэ, Арно, Бурден, Амель, Моран, Монмар, Рикье; дир. М. Розенталь (Национальный оркестр Франции)